# Iain Simcock
Iain Simcock es un organista, clavecinista y  director de coro británico.

## Biografía
Ganador del primer premio de interpretación e improvisación de organistas en el Royal College, a la edad de diecisiete años, Iain Simcock se convirtió en uno de los directores de coro y organistas adjuntos de la Capilla de San Jorge de Windsor, donde interpretó en varias ocasiones ante la familia real. Fue nombrado por la Catedral de Christ Church, Oxford, tocó y dirigió a menudo para la BBC (radio y televisión), así como en los festivales más prestigiosos. Consiguió al mismo tiempo una maestría en musicología en la Universidad de Oxford y obtuvo el premio de orquestación, contrapunto e interpretación de la música barroca. Estudió órgano con David Sanger en Oxford y Jean Langlais en París.
Después de tres años en Oxford, Iain Simcock fue nombrado a la abadía de Westminster en Londres, y luego en 1988, asistente al director principal en la catedral de Westminster. Durante siete años, se dedicó plenamente a la vida musical de la catedral, a los oficios de diario, conciertos de órganos y las emisiones semanales de radio y televisión regularmente de la catedral.
Grabó una docena de discos para la casa Hyperion y realiza giras de conciertos por todo el mundo. Entre ellos: dos conciertos en los Proms de Londres, un concierto en la Exposición universal de Sevilla en 1992, y los conciertos de difusión en los días de la Unión Europea de Radiodifusión.
Ganador del premio de los concursos internacionales de Chartres y Wasquehal-Saint-Omer, Iain Simcock estudió por su cuenta desde 1994 para expandir sus actividades musicales.
Fundó The Internacional Bach Ensemble, grupo musical barroco que dirige desde el clavecín. Da más de trescientos conciertos en Angers como director de coro, organista y clavecinista. Interpreta todas las grandes obras para clave de Johann Sebastian Bach y la integral de sus obras para órgano. También creó un coro de niños en el conservatorio de Angers, y es invitado a participar en dos óperas en la Ópera nacional de Burdeos, y una difusión en France Musiques, y grabó un disco ampliamente elogiado por la crítica y el público.
De forma paralela a sus recitales como solista en tanto el órgano y clavecín, es cada vez más solicitado como pianista acompañante en conciertos de lieders con cantantes importantes. Es invitado como miembro del jurado de concursos internacionales de órgano y canto. Como director de coro, ha preparado a muchos jóvenes cantantes para las producciones de la Ópera nacional de Burdeos, entre las que Otra vuelta de tuerca y El sueño de una noche de verano de Benjamin Britten, Peleas y Melisande de Claude Debussy y La flauta mágica de Mozart. También fue el director asistente y clavecinista para Jephtha de Händel.
Iain Simcock actualmente es el director musical de la Academia vocal de París, dirige dos grados de maestría, mientras continúa en paralelo con su carrera de concertista.

## Discografía
- Panis angelicus and favourite motets from Westminster Cathedral, el coro de la Catedral de Westminster, Iain Simcock (órgano), James O'donnell (director) - Hyperion, 1993